# Prieuré de Saint-Venant
Le prieuré de  Saint-Venant est un ancien prieuré situé sur la commune de Luynes dans le département français d'Indre-et-Loire en région Centre-Val de Loire.

## Histoire

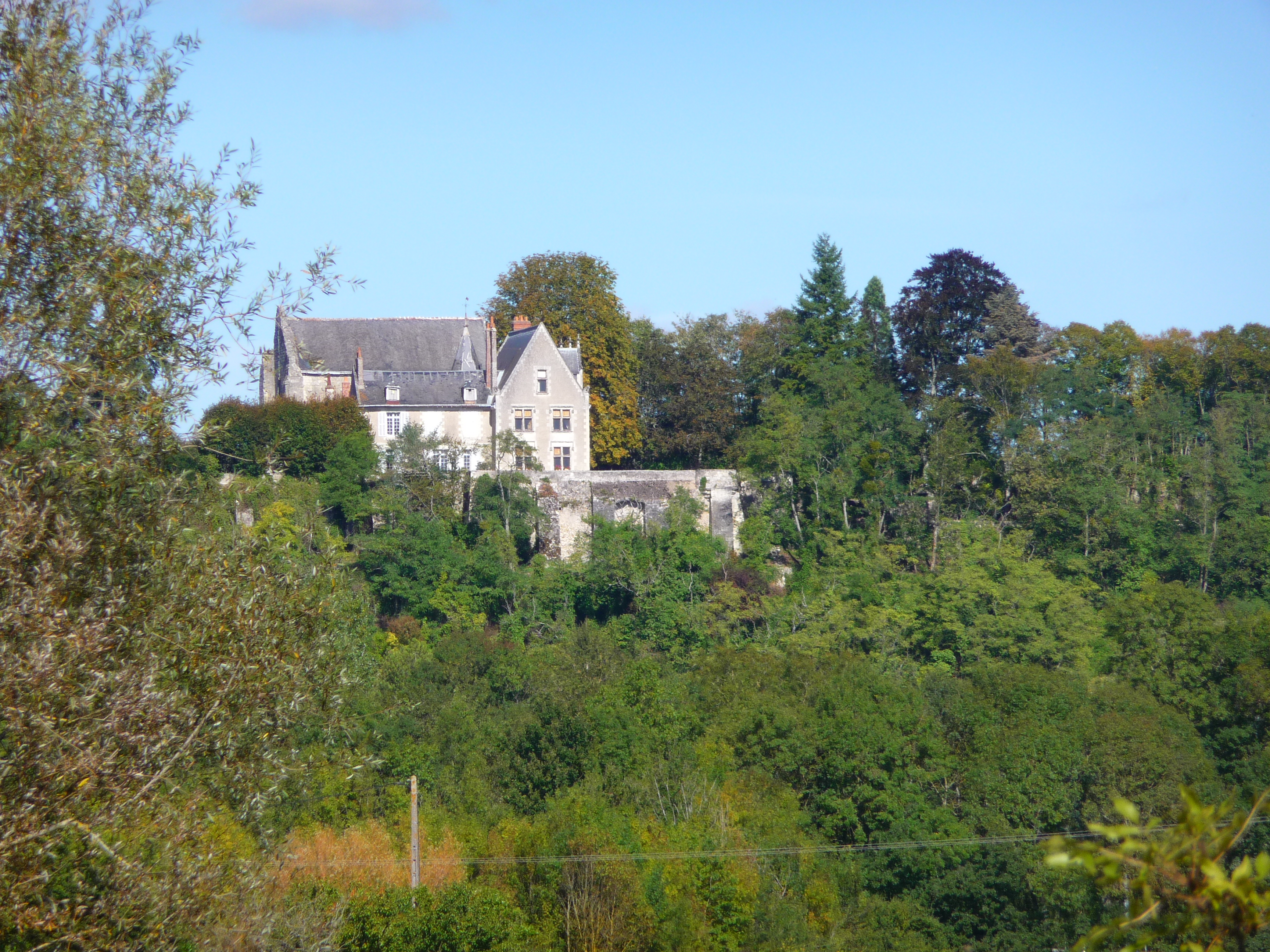
Le Prieuré de Saint-Venant. Les ruines antiques sont noyées dans la végétation, à gauche des bâtiments du prieuré.
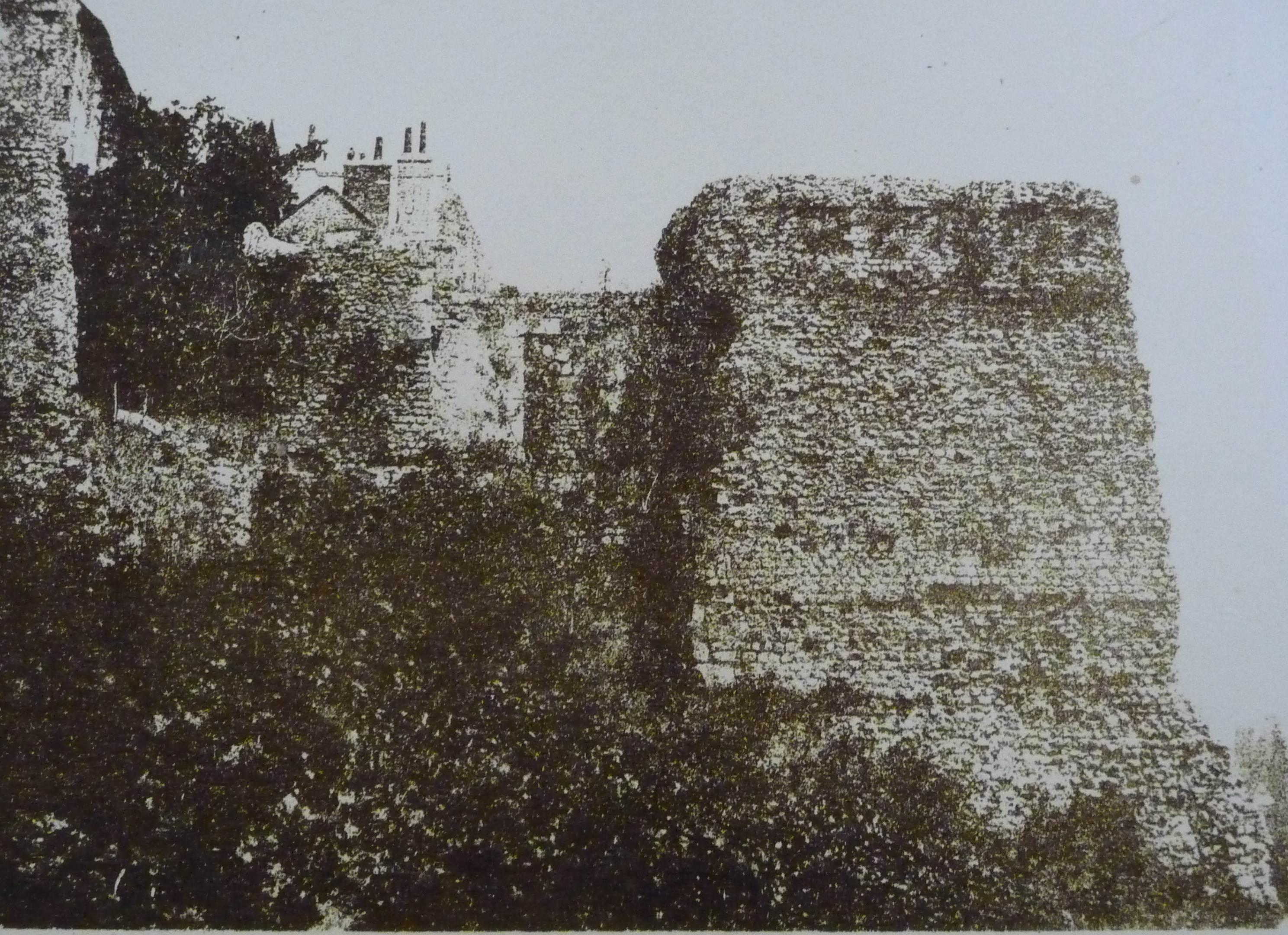
Photo ancienne des maçonneries antiques.

Grégoire de Tours signale l'existence, dès la première moitié du VIe siècle, d'un prieuré construit à proximité de ruines antiques. Pierre Beaumesnil, acteur et dessinateur, fait paraître en 1784, sur commande de l'Académie des inscriptions et belles-lettres, le recueil Antiquités et Monuments de la Touraine, 1784 ; il y dessine et décrit ces ruines : deux murs massifs à angle droit, en petit appareil partiellement scandé de lits de terres cuites et qui dessinent, au moins sur une face tournée vers la Loire, une succession de retraits successifs. Jusqu'au début des années 2000, cet ensemble est considéré comme une partie d'une agglomération secondaire ou d'un vaste habitat rural dont l'un des bâtiments aurait été transformé en castellum au Bas-Empire, ayant pour fonction de contrôler la vallée de la Loire en contrebas.
En 2002, le réexamen des vestiges, l'étude des sources bibliographiques, publiées ou inédites, conduit à remettre en cause ces premières propositions sans que de nouvelles hypothèses puissent être formulées : le site semble avoir été aménagé sur une terrasse artificielle dominant la vallée de la Loire, des ajouts successifs paraissent avoir été faits aux maçonneries dont certaines semblent antérieures au Bas-Empire, les vestiges mis au jour ne représentant qu'une partie de la construction antique ; enfin, s'il devait s'agir d'une structure défensive, il est surprenant qu'aucune maçonnerie importante n'ait jamais été mentionnée côté nord, le plus exposé, alors que les faces ouest et sud semblent exagérément renforcées, compte tenu des défenses naturelles que leur procure la proximité du rebord du plateau. Il ne semble donc plus possible de ne voir, au XXIe siècle, les ruines de Saint-Venant que comme un fortin du Bas-Empire.
Une citerne que Beaumesnil, comme d'autres après lui, a qualifiée d'antique, se trouve dans l'enclos de l'ancien prieuré, à l'est des bâtiments modernes. L'existence de cette citerne n'est pas remise en cause, mais elle a été profondément remaniée et rien ne permet, à l'examen de son état actuel, de lui attribuer une origine antique ; elle ne saurait, par conséquent, être considérée à coup sûr comme l'aboutissement de l'aqueduc, même si cette hypothèse a longtemps prévalu, d'autant que son implantation, au flanc du coteau, se situe à un niveau beaucoup trop bas pour que l'eau qu'elle contient puisse être utilisée pour un usage autre que strictement local.
Prieuré dépendant de l'abbaye de Marmoutier.
Le prieuré est maintenant privé et propose deux chambres d'hôtes.

## Éléments remarquables

### Bâtiments
L'église priorale est composée d'une nef unique dont subsistent les deux premières travées, et une partie du mur goutterot méridional. La façade est flanquée au nord d'une tour contenant un escalier dont seule la base subsiste, et qui était probablement un clocher. Les deux travées sont voûtées sur croisées d'ogives à moulures prismatiques, refaites au XVe siècle, retombant sur des supports du XIIIe siècle. Le chœur a été démoli pour faciliter son usage viticole à la Révolution.

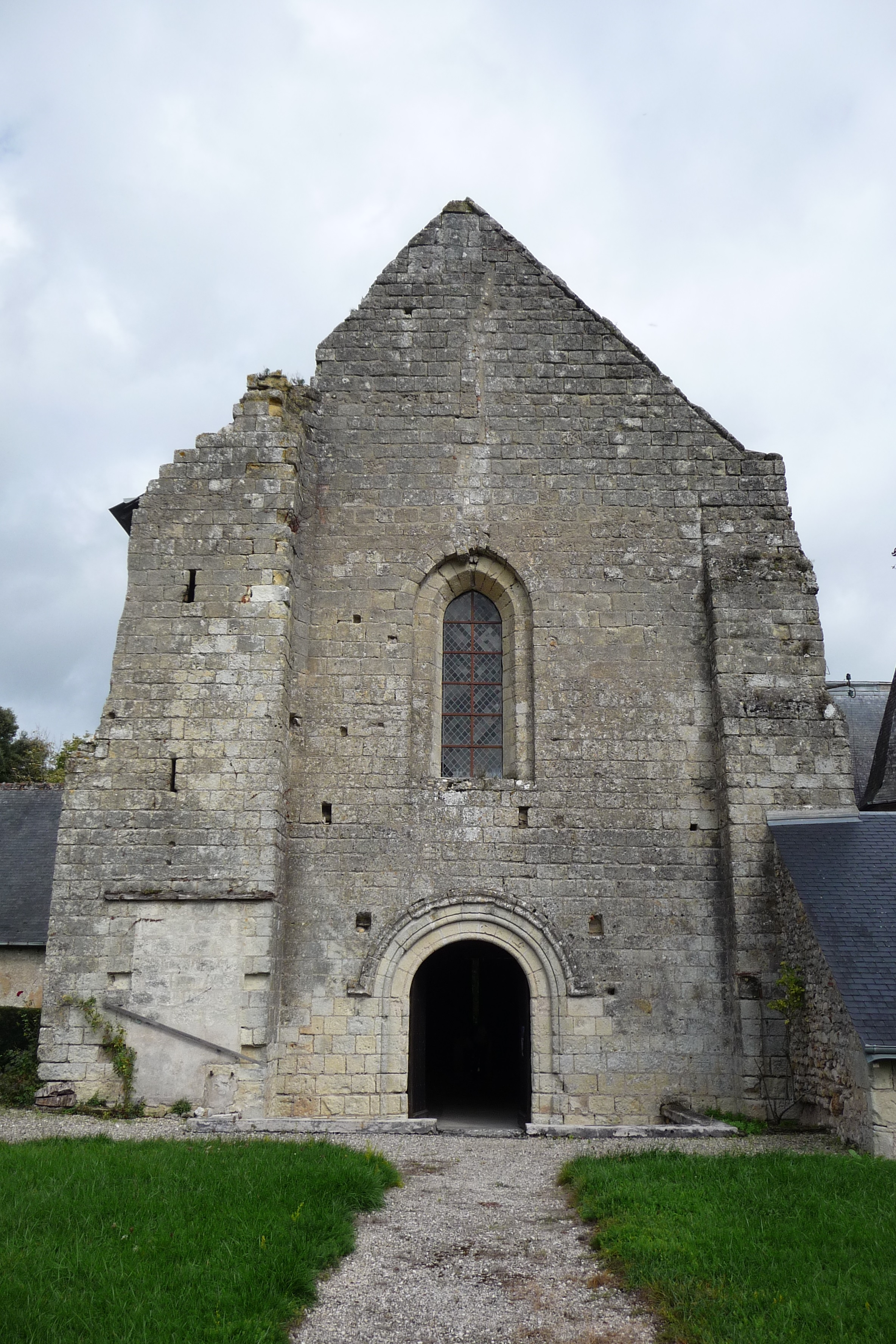
Vue ouest de l'église.
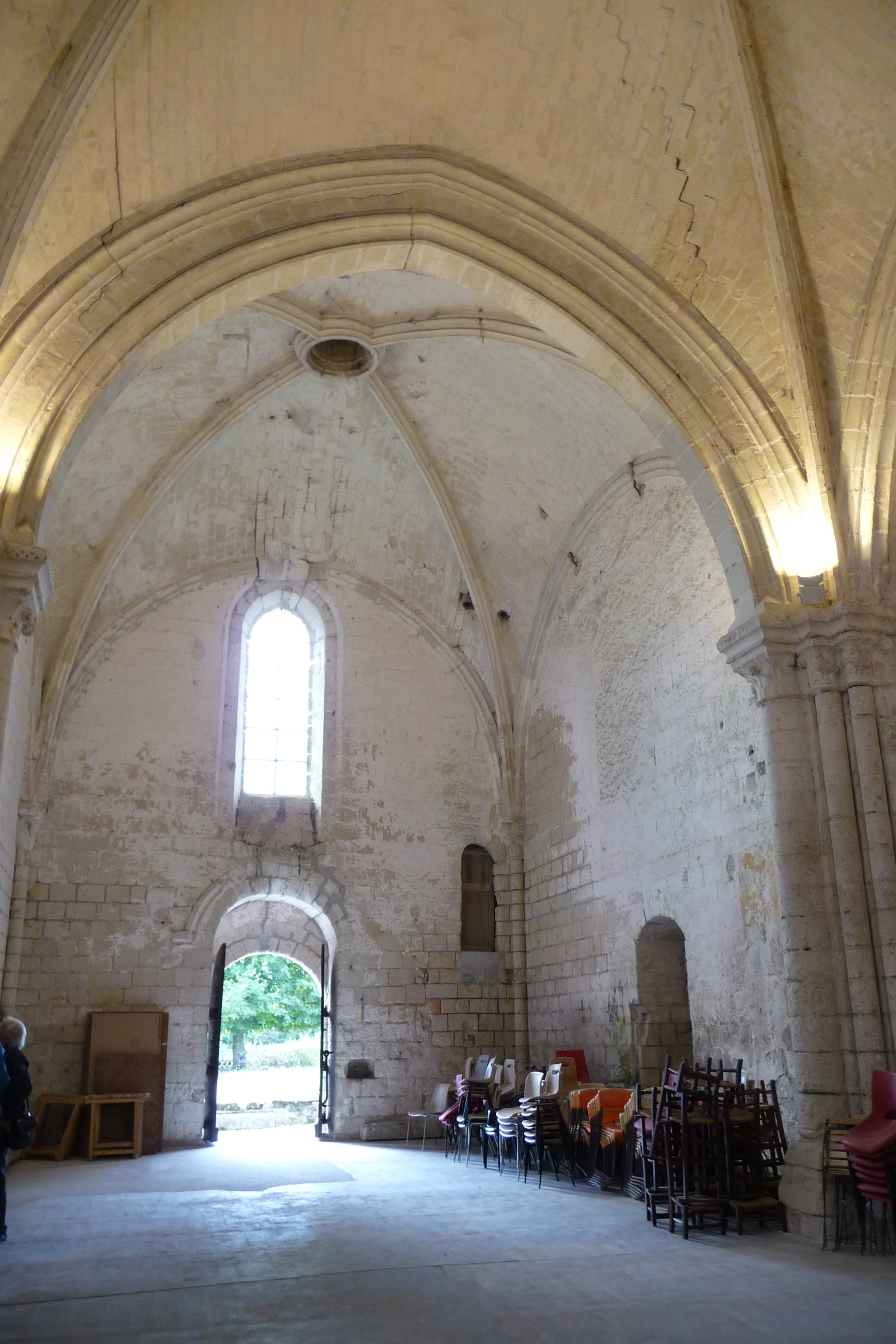
Entrée Ouest.
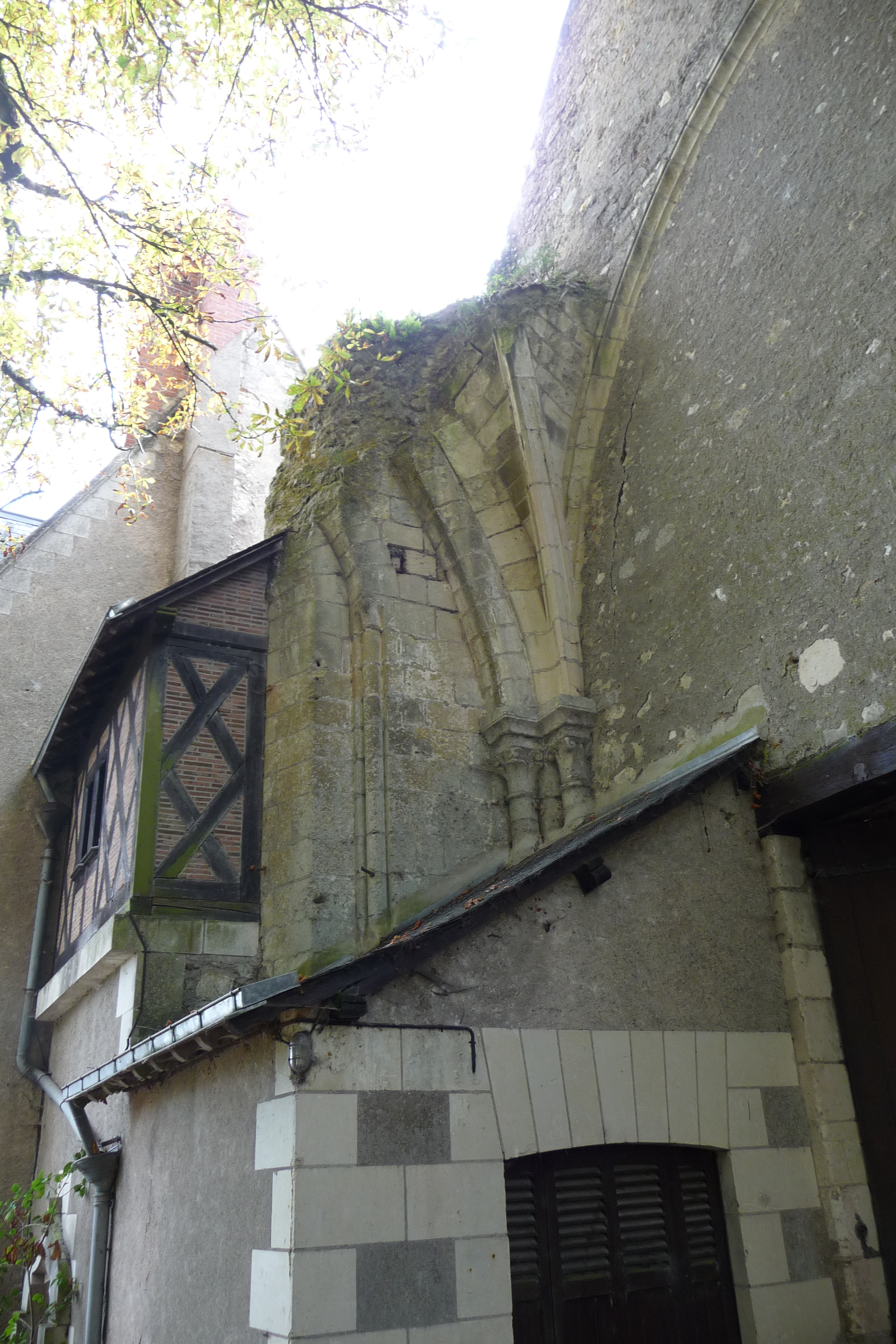
Départ de la voûte du chœur.
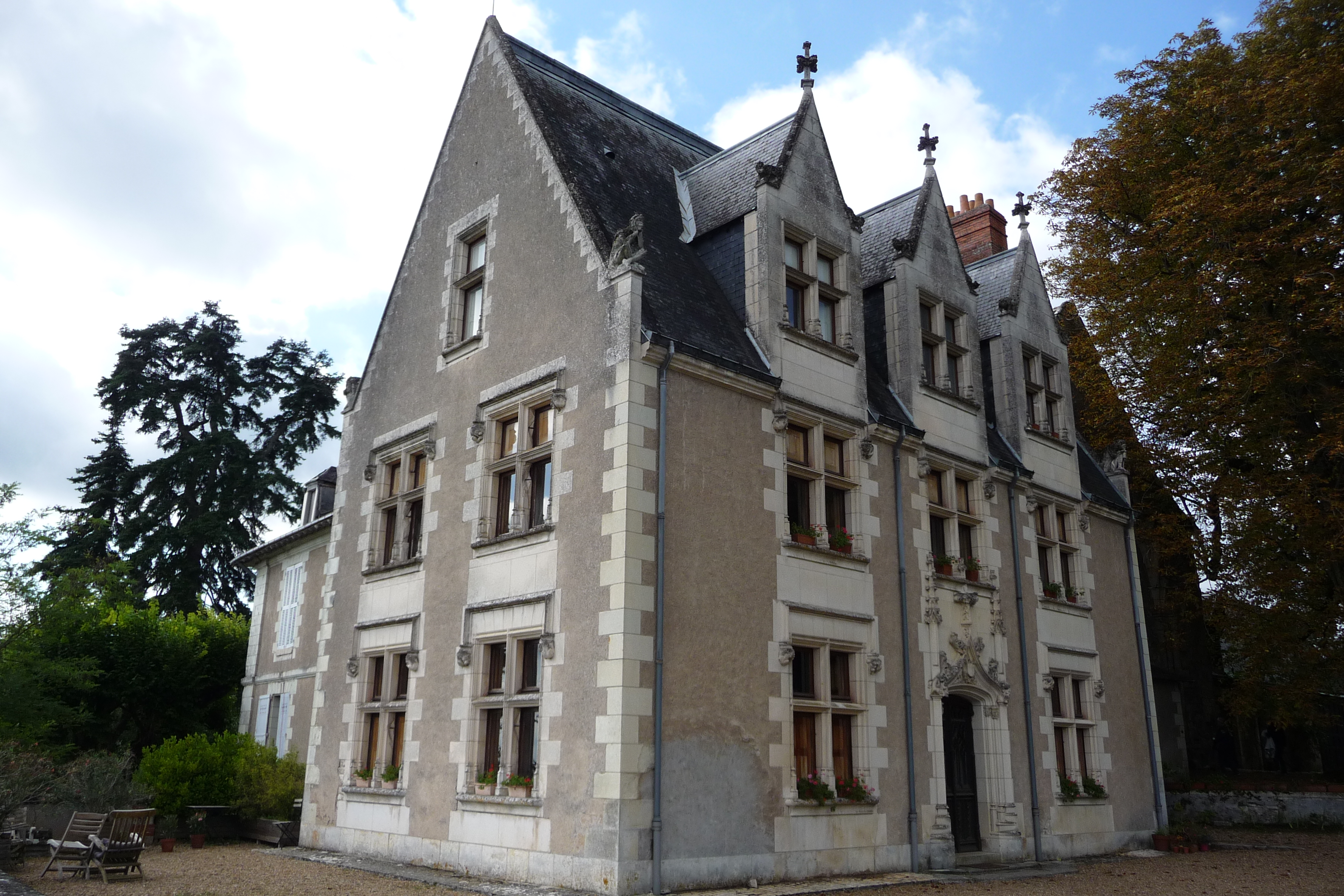
Logis prioral du XVe siècle, restauré au XXe siècle.

### Éléments de décor

#### Éléments sculptés

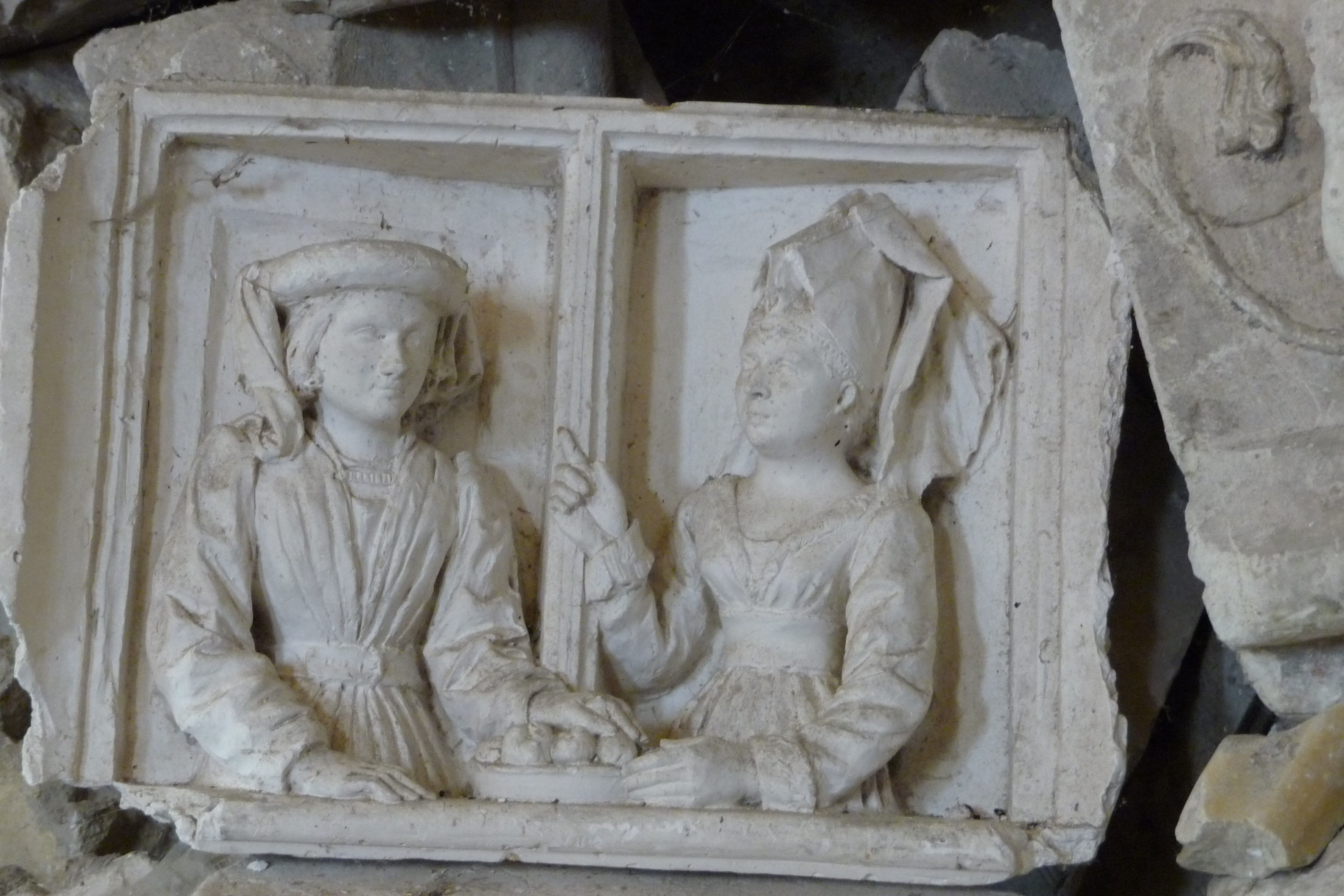
Couple.
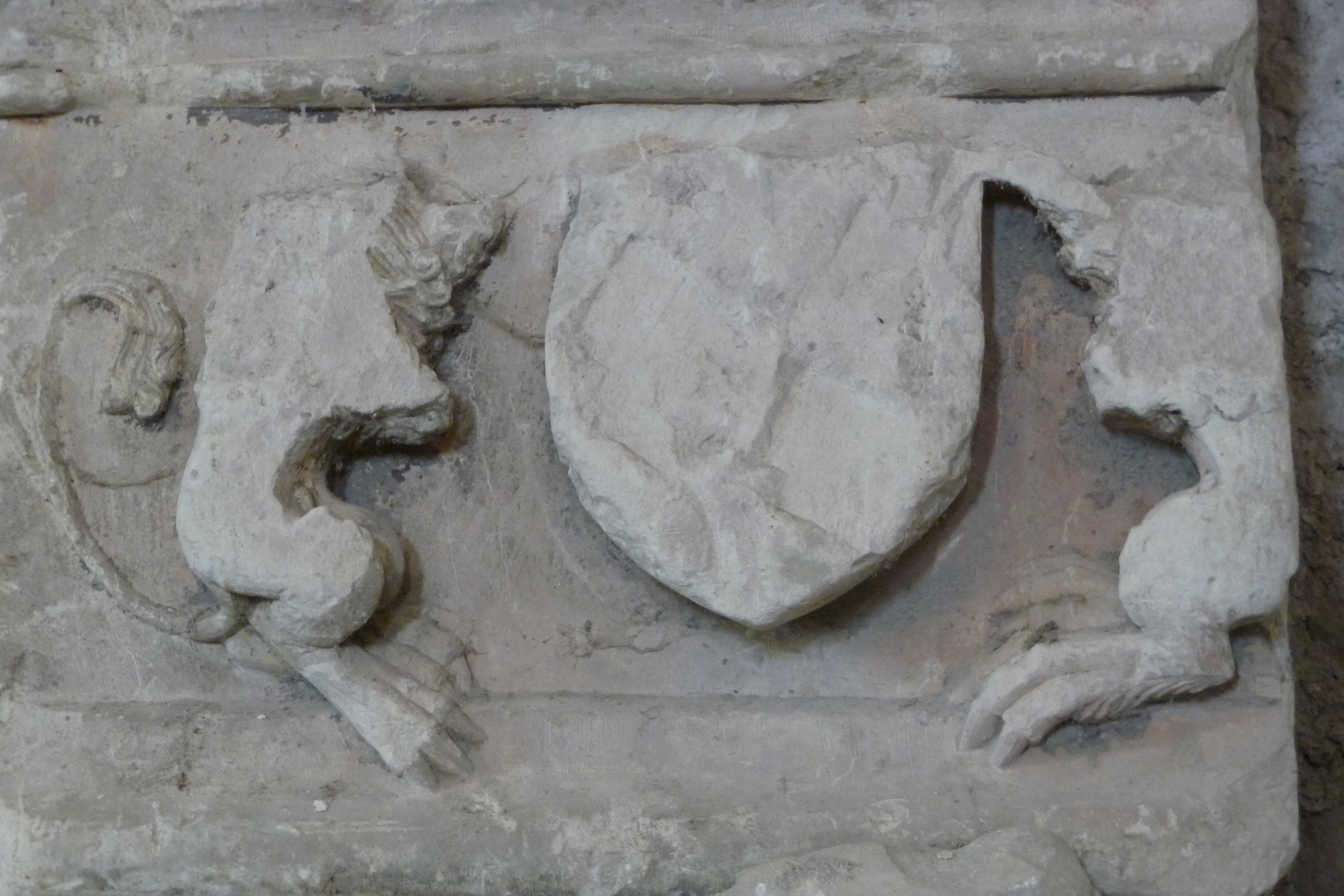
Blason.
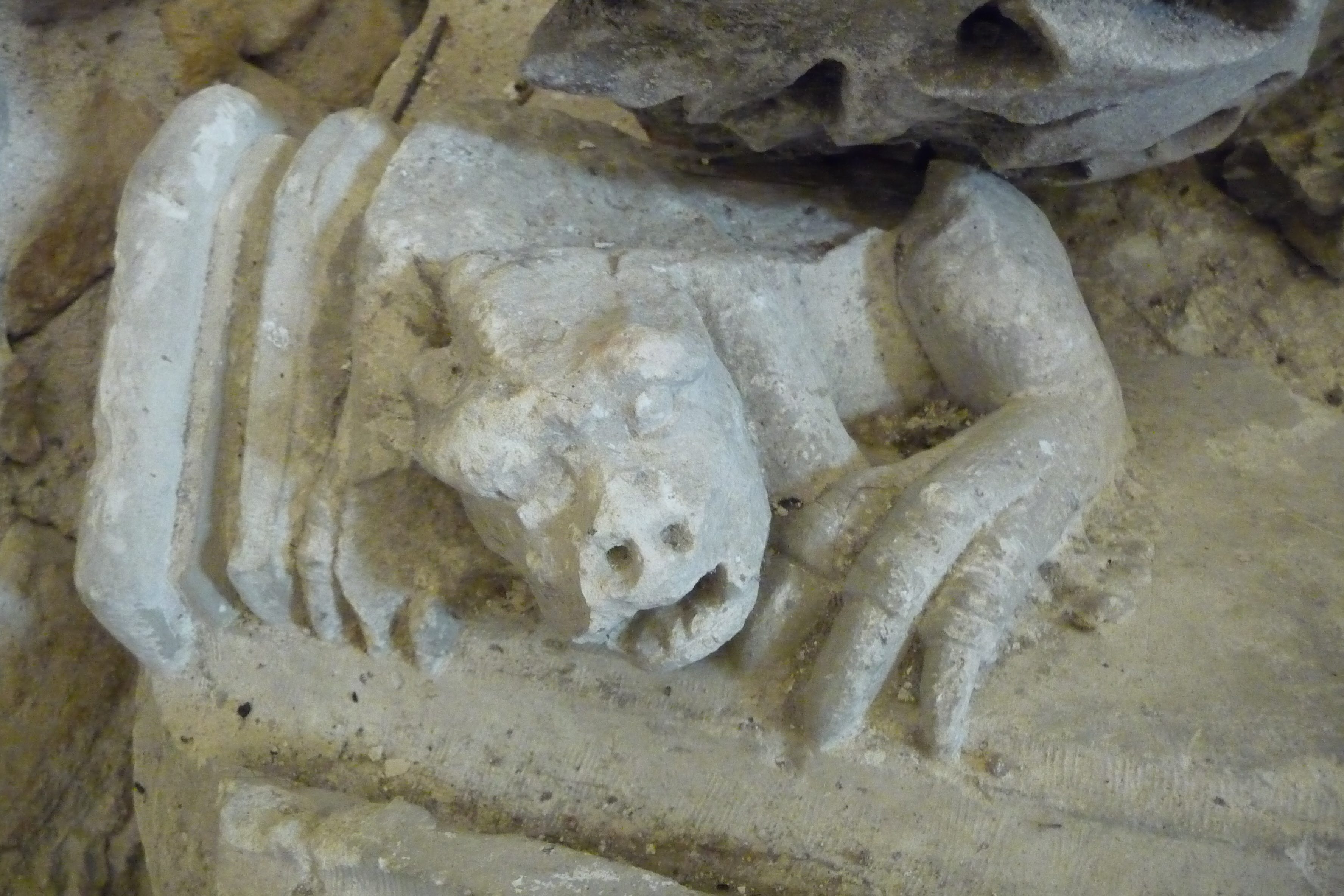
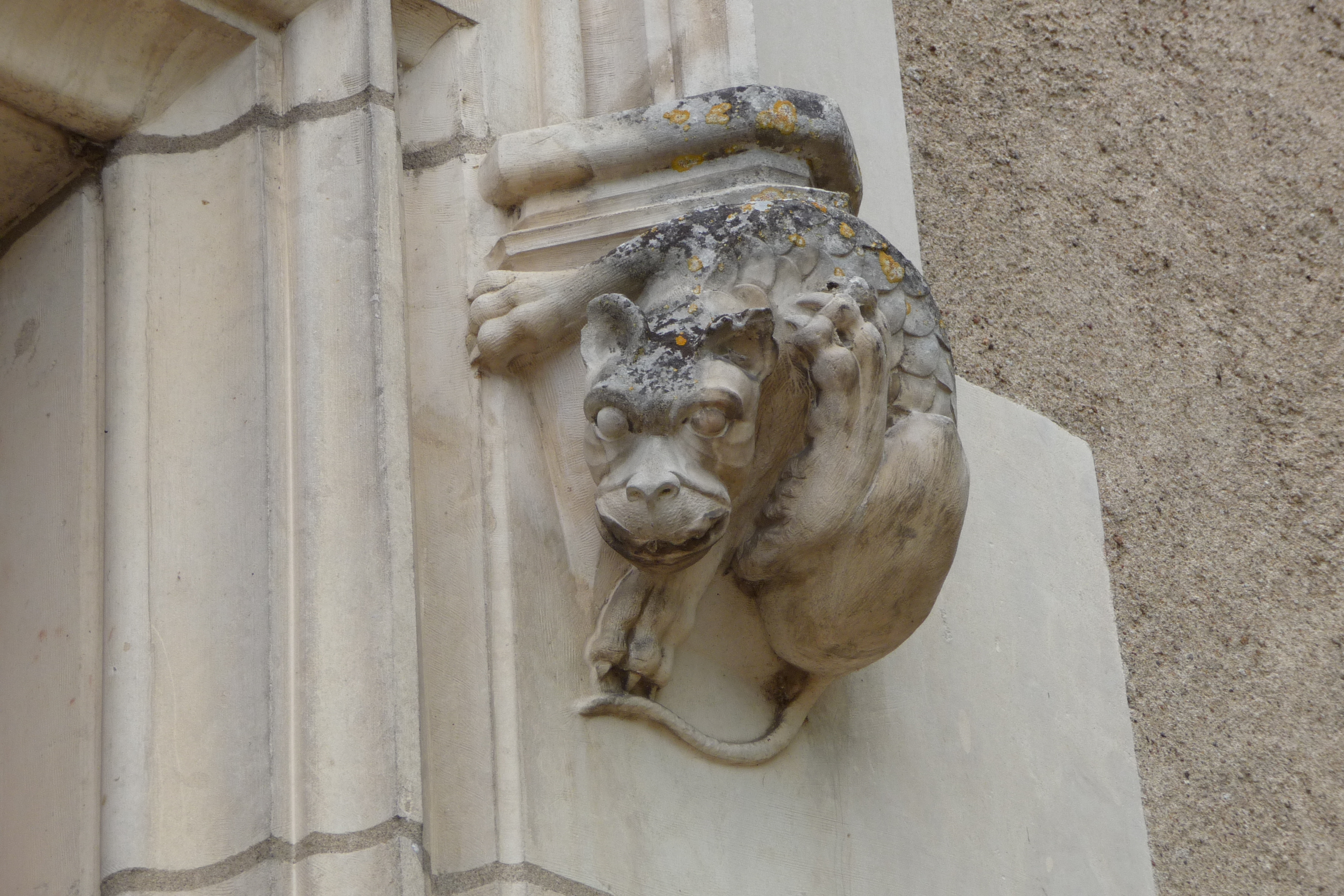
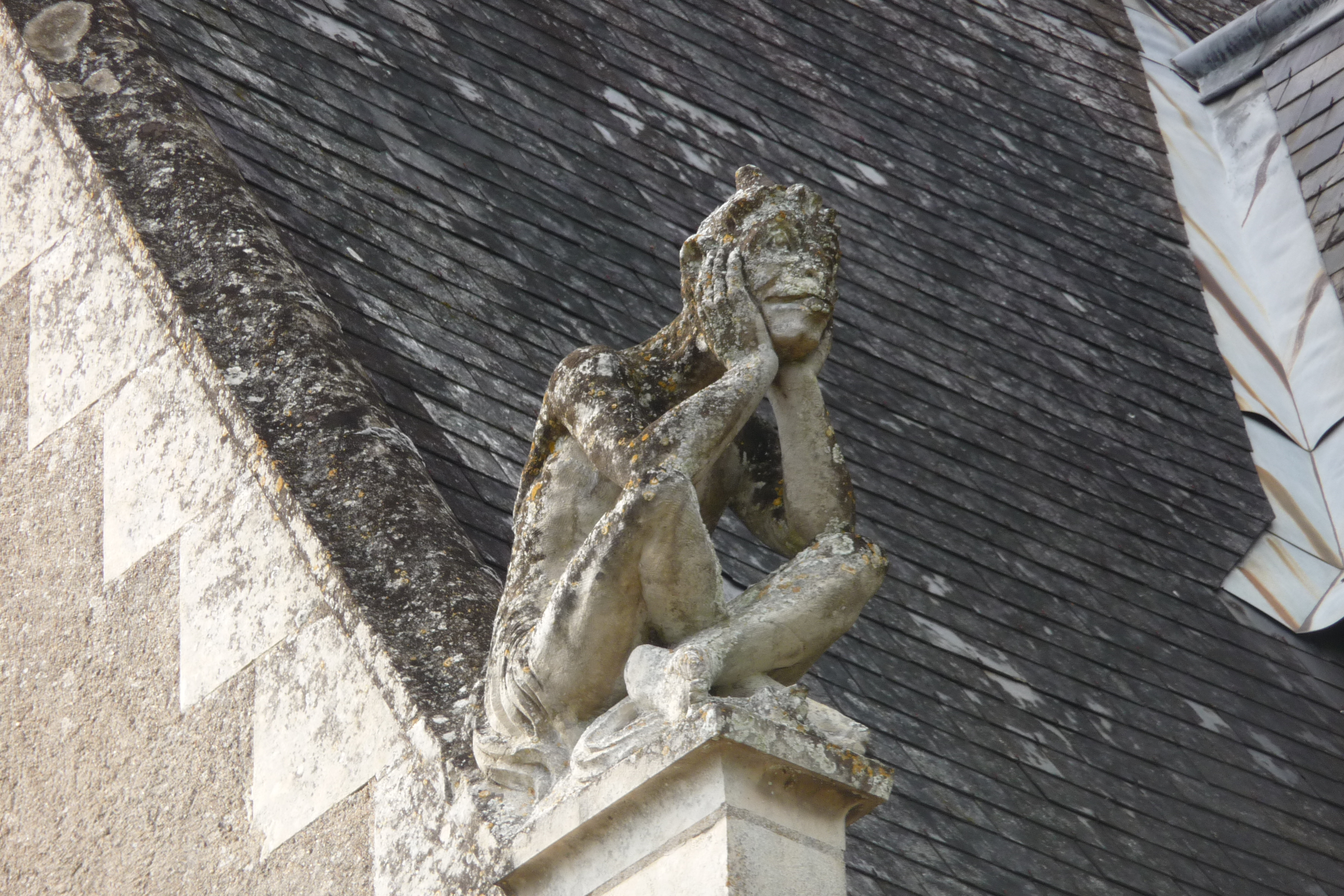

#### Éléments peints

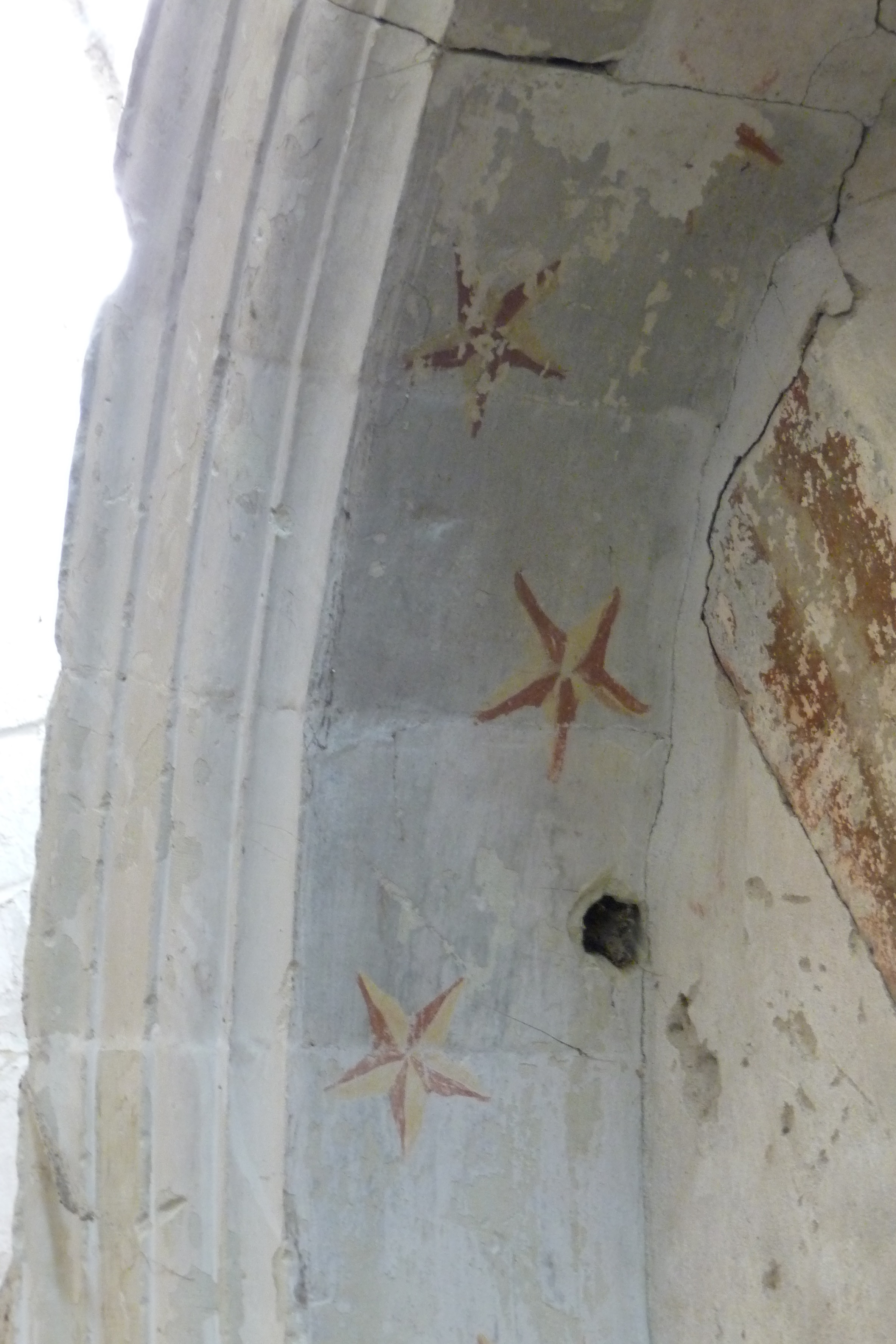
Étoiles peintes sur le mur sud.
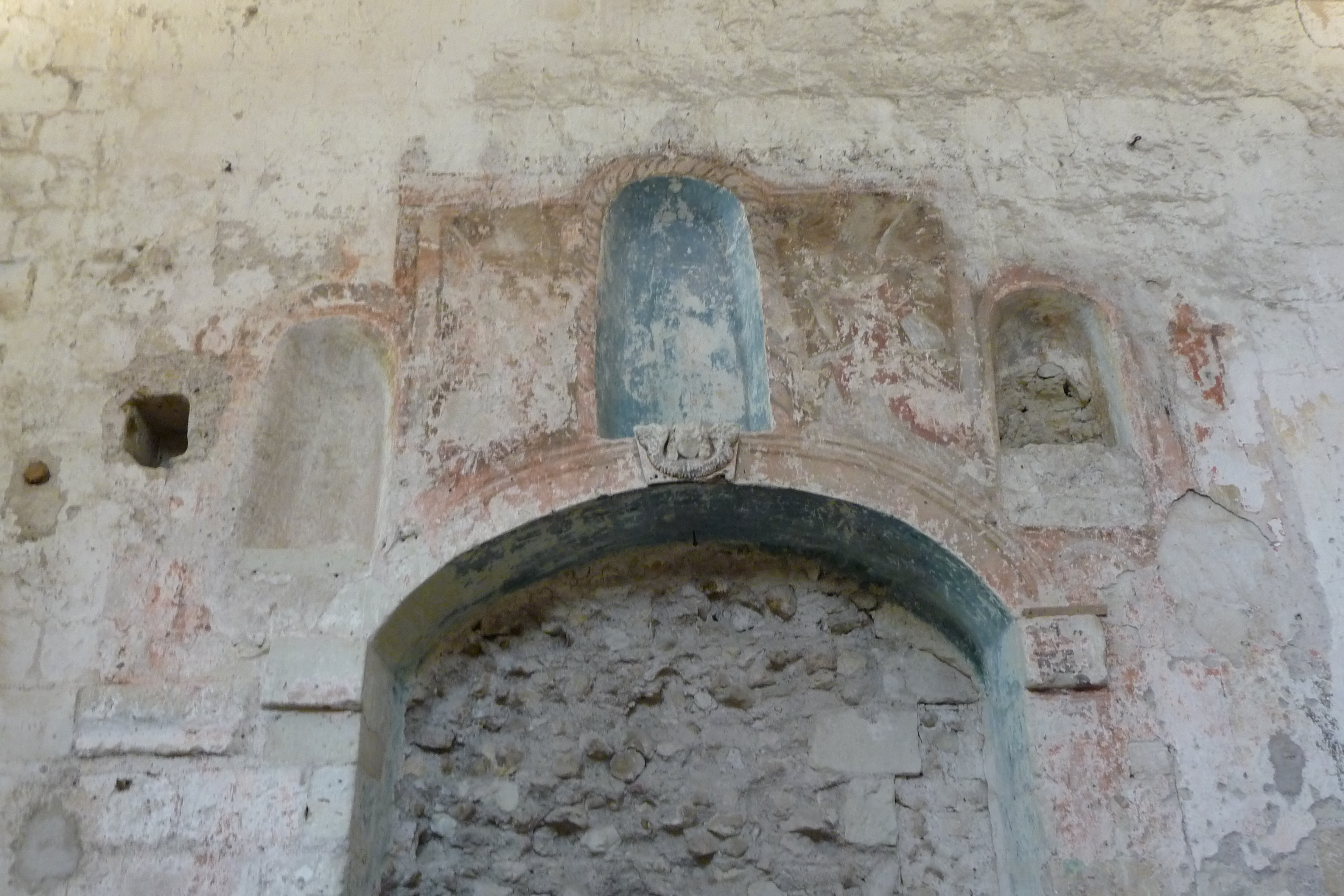
Niches peintes dans le mur nord.
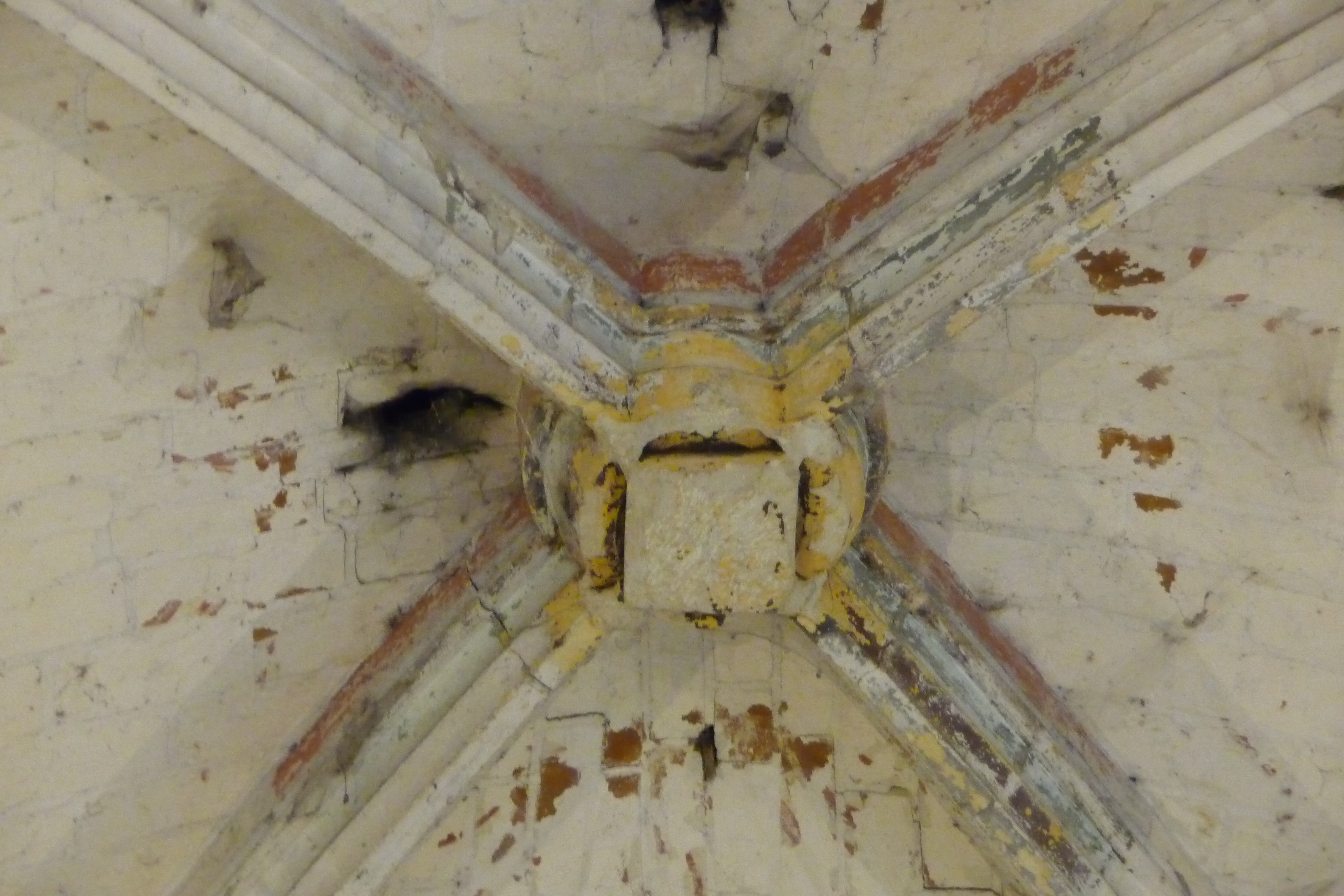
Clé de voûte peinte, deuxième travée.
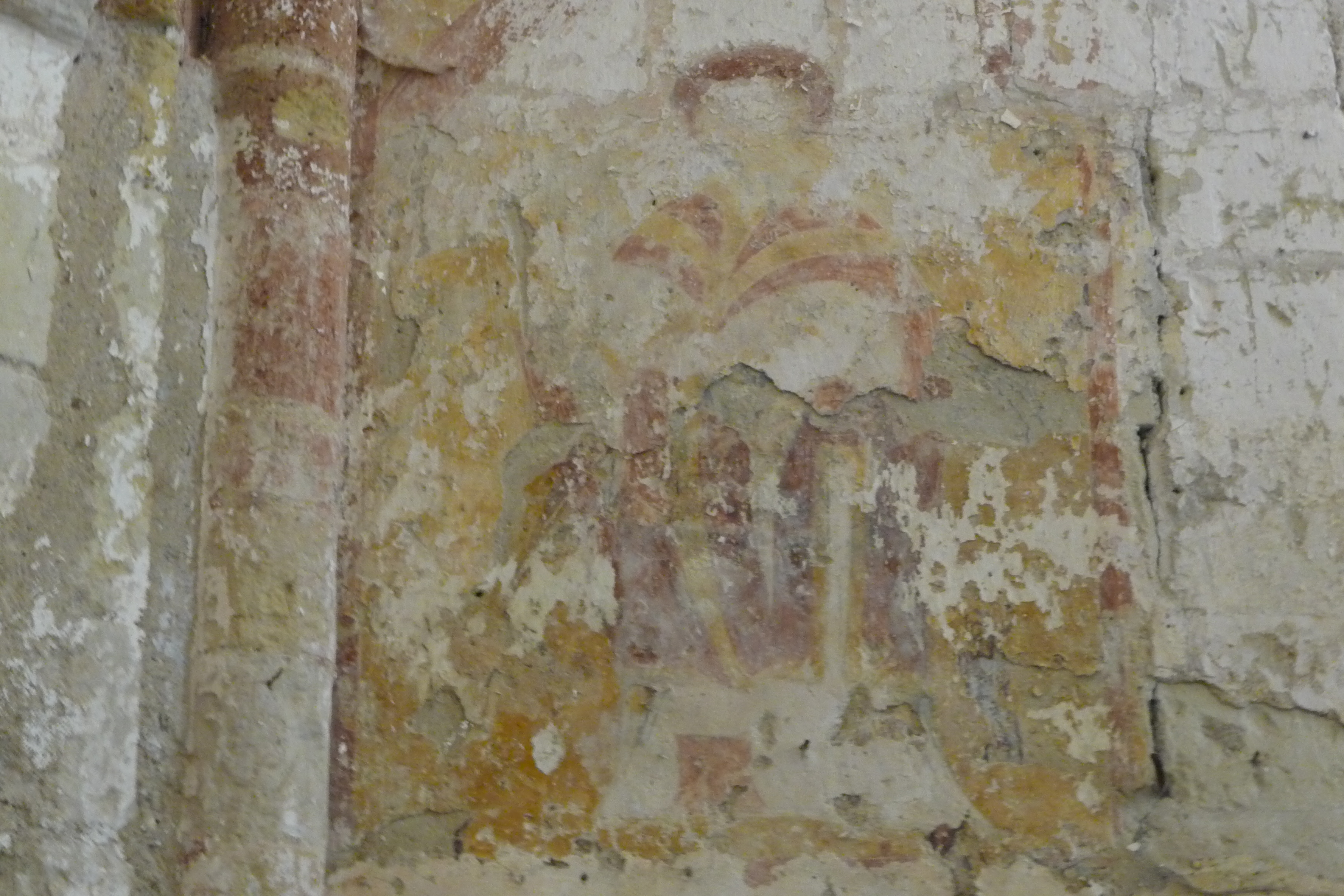
Personnage ecclésiastique sur le mur sud.